# Кристофина (Новара)
Кристофина је насеље у Италији у округу Новара, региону Пијемонт.
Према процени из 2011. у насељу је живело 20 становника. Насеље се налази на надморској висини од 291 м.